# Quatre sens de l'Écriture

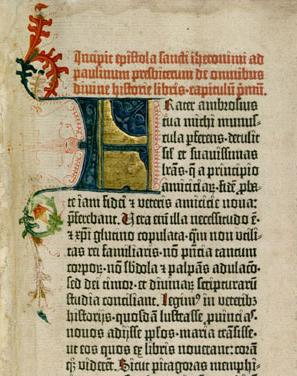
Une page de la Bible de Gutenberg.

Les quatre sens de l'Écriture sont une méthode d'interprétation qui distingue quatre types ou niveaux de lecture dans la Bible. Ce principe du sens quadruple, né au sein du judaïsme, a été repris par le christianisme depuis les Pères de l'Église puis développé au Moyen Âge. Tombé partiellement en désuétude à l'époque moderne, il connaît un regain d'intérêt à partir du XXe siècle.
Dans la tradition juive, cette forme d'herméneutique biblique distingue quatre sens dans les textes bibliques : littéral, allusif, homilétique et mystique. La tradition chrétienne définit ces quatre niveaux en ces termes : littéral, allégorique, tropologique (ou moral), et anagogique.

## Historique

### Origines judaïques et grecques
Philon d'Alexandrie (20 av. J.-C., 45 apr. J.-C.) est un juif hellénisé connu pour avoir fait une lecture allégorique de la Bible. Selon Photios Ier de Constantinople, Philon serait à l'origine de l'interprétation allégorique de la Bible adoptée par les chrétiens,.
La question de savoir si l'herméneutique des sens de l'Écriture est une transmission du judaïsme au christianisme ou une influence postérieure du christianisme sur le judaïsme est débattue. Gershom Scholem, l'un des plus grands spécialistes de la kabbale, penchait pour une influence chrétienne[réf. nécessaire].
Toujours est-il que dans la tradition judaïque, il existe quatre niveaux d'interprétation de la Torah :
- le Pshat : sens littéral ou obvie ;
- le Remez : sens allusif (littéralement : allusion) ;
- le Drash : sens homilétique et métaphorique ;
- le Sod (kabbale) : sens mystique (littéralement : secret).

L'acronyme forme « prds » (PaRDeS). Le Midrash se concentre sur le remez et le drash.
Le sens mystique ou secret (sod) fait l'objet plus particulièrement des études kabbalistiques.
La kabbale chrétienne fut réprimée au Moyen Âge car elle était considérée comme une source d'occultisme ésotérique.

### Transmission au christianisme
Au IIIe siècle, le théologien Origène, diplômé de l’école théologique d'Alexandrie, a formulé le principe des trois sens de l'Écriture (littéral, moral et spirituel) à partir de la méthode juive d’interprétation (midrash) utilisée par Paul de Tarse dans l’Épître aux Galates chapitre 4. Cette forme d'herméneutique servait à interpréter la Bible lors de la prière, comme l'indiquait Origène en 238 dans une lettre à son disciple Grégoire le Thaumaturge, qui se préparait à partir en mission d’évangélisation. Il l’exhorte à la Lectio divina :  « Consacre-toi à la lecture des Écritures divines. Applique-toi à cela avec persévérance… En te consacrant ainsi à la lectio divina cherche avec droiture et une confiance inébranlable en Dieu le sens des Écritures divines, qui y est renfermé en abondance. » Origène utilise généralement trois sens dans ses commentaires de l'Écriture (littéral, moral et mystique), qui correspondent à la trichotomie humaine « corps, âme et esprit » (De principiis, IV, 11), quoiqu'il suive souvent l'ordre corps-esprit-âme, donc littéral-mystique-moral. Soit le passage de l'Exode (I, 6-7) qui dit : « Joseph mourut (...) et les fils d'Israël grandirent et se multiplièrent. » Le sens littéral (charnel, historique) est : Joseph est mort, puis les fidèles devinrent une grande multitude ; le sens mystique (spirituel, allégorique) est : Joseph annonce Jésus, mort pour que l'Église s'étende sur la Terre ; enfin, le sens moral (qui édifie les âmes) est : la mort du Christ se reproduit dans l'âme de chaque chrétien dont elle fait proliférer la foi (Homélies sur l'Exode, I, 4).
Au IVe siècle, le théologien Augustin d'Hippone a développé cette doctrine qui est devenue les quatre sens de l'Écriture.
Jean Cassien, cité par Karlfried Froehkich, a systématisé les quatre sens au Ve siècle. Il indique, dans sa XIVe Conférence (§ 8) : « Les quatre figures se trouveront réunies, si bien que la même Jérusalem pourra revêtir quatre acceptions différentes : au sens historique, elle sera la cité des Hébreux ; au sens allégorique, l’Église du Christ ; au sens tropologique, l'âme humaine »; au sens anagogique, la cité céleste, 'qui est notre mère à tous'.
Dans la conception des Pères de l’Église, les définitions de l'allégorie et de la tropologie étaient très proches, jusqu'au Moyen Âge où l'Église a établi une distinction plus claire entre le sens spirituel allégorique, le sens moral tropologique et les styles d'interprétation.
Au début du VIIIe siècle, l'auteur chrétien Bède le Vénérable décline explicitement les « quatre niveaux de sens des Écritures » : narratif, allégorique (dogmes et mystères de la foi), tropologique (moral, homilétique) et anagogique (spirituel, céleste, le plus souvent eschatologique).
Au XIIe siècle, Bernard de Clairvaux utilise les quatre niveaux dans ses Sermons sur le Cantique.
Au XIIIe siècle, selon Henri de Lubac (1896-1991), le dominicain Augustin de Dacie résume en un distique (pièce littéraire composée de deux vers) célèbre l’herméneutique systématisée chez Thomas d’Aquin : Littera gesta docet, quid credas allegoria, moralis quid agas, quo tendas anagogia , (la lettre enseigne les faits, l'allégorie ce que tu dois croire, la morale ce que tu dois faire, l'anagogie ce que tu dois viser).
Le principe des quatre sens a été repris par Jérôme, Augustin, Bède le Vénérable, Scot Erigène, Hugues de Saint-Victor et Richard de Saint-Victor, Alain de Lille, Bonaventure, Thomas d'Aquin. Thomas d'Aquin ne présente pas une série de quatre sens, mais une dualité, la lettre et l'esprit ; l'esprit se divise en allégorie, tropologie, anagogie.
Ce principe s'est particulièrement développé lors de la renaissance du XIIe siècle, avec l'introduction de la philosophie d'Aristote en Occident, la naissance de la théologie scolastique (Abélard et Hugues de Saint-Victor), et la naissance des universités. C'est au XIIe siècle que la doctrine des quatre sens de l’Écriture, qui préconise une interprétation plurielle du texte de la Bible, atteint son apogée.

### Quasi-abandon à l'époque moderne
Luther, après une période (1515-1516) où il fait un usage personnel de la théorie des quatre sens, abandonne les quatre sens traditionnels en 1519.
Un mouvement similaire s'amorce dans le monde catholique, mais la lecture selon les quatre sens est encore attestée au XVIIe siècle, dans le prologue du commentaire sur l'ensemble de l'Écriture du jésuite Cornélius a Lapide, et le distique d'Augustin de Dacie par Menochius. Aux XIXe et XXe siècles, le système est tombé en désuétude dans l'herméneutique.

### Regain d'intérêt auXXesiècle
Les papes Léon XIII et Pie XII ont publié des encycliques sur les études bibliques.
Léon XIII, dans Providentissimus Deus (1893), bien conscient que « l'on ne saurait nier que les Livres Saints sont enveloppés d'une certaine obscurité religieuse, de sorte que nul n'en doit aborder l'étude sans guide », met en garde contre une interprétation exclusivement littérale en soulignant l'importance du sens allégorique.
Pie XII, dans Divino afflante Spiritu (1943), insiste sur l'inspiration des Écritures tout en autorisant la méthode historico-critique.
En 1992, le Catéchisme de l'Église catholique (§ 115 à 119) se réfère au principe des quatre sens, qui correspond à la Lectio divina.
Dans le courant néo-évangélique, la théologie évangélique modérée a fait son apparition dans les années 1940 aux États-Unis. L’étude de la Bible est accompagnée de certaines disciplines comme l’herméneutique et l’exégèse, dont les quatre sens de l'Écriture ,. Des théologiens modérés sont devenus davantage présents dans les instituts de théologie évangélique et des prises de positions théologiques plus modérées ont été adoptées dans les églises évangéliques,.
À la suite des travaux de Henri de Lubac sur l'exégèse médiévale, la théorie des quatre sens semble renaître chez les théologiens contemporains. Urs von Balthasar écrivait en 1970 : « Les quatre sens de l’Écriture célèbrent leur résurrection cachée dans la théologie d'aujourd’hui : en effet le sens littéral apparaît comme celui qu’il faut faire émerger en tant qu’historico-critique ; le sens spirituel en tant que kérygmatique, le sens tropologique en tant qu’essentiel et le sens anagogique en tant qu’eschatologique ».

## Pluralité des sens
Le système des quatre sens de l'Écriture a été progressivement mis au point au Moyen Âge, à une époque où la Bible n'était accessible qu'aux clercs et en latin, et où l'on avait besoin d'une interprétation codifiée sous l'autorité de l'Église pour interpréter les textes sacrés.
Les quatre sens sont alors:
- Peshat, Remez, Drash, Sod - ou « PaRDeS » - dans la tradition judaïque ;
- Littéral ou historique, allégorique, tropologique (ou moral), et anagogique dans la tradition chrétienne.

Les quatre sens ont été exprimés en vers par Augustin de Dacie (mort en 1285) : « Littera gesta docet, quid credas allegoria, Moralis quid agas, quo tendas anagogia. » Ce qui signifie : « La lettre instruit des faits qui se sont déroulés, l’allégorie apprend ce que l’on a à croire, le sens moral apprend ce que l’on a à faire, l’anagogie apprend ce vers quoi il faut tendre. »
À l'époque moderne, on a vu que les réformés ont abandonné progressivement ce système, aidés par la forte diffusion des textes permise par l'invention de l'imprimerie. On assiste alors à un retour au sens littéral, non seulement chez les protestants, mais aussi chez les catholiques.
Aux XIXe et XXe siècles, on assiste à un retour à une pluralité de sens :
L'encyclique Providentissimus Deus (1893) de Léon XIII souligne l'importance du sens allégorique :

« Celui qui enseigne les Ecritures se gardera aussi de négliger le sens allégorique ou analogique attaché par les saints Pères à certaines paroles, surtout lorsque cette signification découle naturellement du sens littéral et s'appuie sur un grand nombre d'autorités »

L'encyclique Divino afflante Spiritu (1943) de Pie XII distingue, à côté du sens littéral, le « sens spirituel » :

« les paroles et les faits de l'Ancien Testament ont été merveilleusement ordonnés et disposés par Dieu de telle manière que le passé signifiât d'avance d'une manière spirituelle ce qui devait arriver sous la nouvelle alliance de la grâce. C'est pourquoi l'exégète, de même qu'il doit rechercher et exposer le sens littéral des mots, tel que l'hagiographe l'a voulu et exprimé, ainsi doit-il exposer le sens spirituel, pourvu qu'il résulte certainement qu'il a été voulu par Dieu »

## Sens littéral ou historique

### Définition
Selon le catéchisme de l'Église catholique, « le sens littéral est le sens signifié par les paroles de l’Écriture et découvert par l’exégèse qui suit les règles de la juste interprétation "Tous les sens de la Sainte Écriture trouvent leur appui dans le sens littéral " (S. Thomas d’Aquin, somme théologique. 1, 1, 10, ad 1) ».
C'est le sens premier. Il est quelquefois appelé aussi « sens historique », car il renvoie à un événement s'inscrivant dans l'histoire des hommes. Le sens littéral est celui qui est issu de la compréhension linguistique de l’énoncé.
Selon Augustin de Dacie, cité par le père de Lubac, « Littera gesta docet » Ce qui signifie : « La lettre instruit des faits qui se sont déroulés ».[réf. nécessaire]
Selon Thomas d'Aquin, « le sens littéral est celui que l'auteur entend signifier. » Le recours à l'exégèse est donc indispensable pour tenter de le découvrir.

### Trois types de sens littéral
Thomas d'Aquin distingue trois sens à l'intérieur du sens littéral :
- un sens parabolique, interprétation à partir d'une parabole ;
- un sens étiologique, lorsqu’un énoncé a été dit en fonction d’une condition particulière d’énonciation ;
- un sens analogique, qui consiste en la comparaison de divers passages analogues afin de corroborer leurs suggestions.

## Sens spirituels
Selon le catéchisme de l'Église catholique (1992), « Grâce à l’unité du dessein de Dieu, non seulement le texte de l’Écriture, mais aussi les réalités et les événements dont il parle peuvent être des signes. » Le sens spirituel se subdivise lui-même en trois sens.
Autrement dit, il s’agit d’interpréter les textes pour retrouver la foi qui s’y exprime :
« Il faut même dire que la démythologisation est l’inverse de la démythisation parce que dans l’un et l’autre cas l’interprétation du mythe n’est pas la même. Le mythe témoigne de l’expérience que nous faisons de la présence et de l’action divine dans notre monde. Il parle de ce qui nous dépasse et nous échappe. La mythologie, au contraire, veut comprendre, connaître, et rendre intelligible. Elle groupe des mythes, et en fait un système cohérent d’explication. Elle transforme l’annonce d’un mystère en une information sur le surnaturel. Bultmann ne veut donc pas démythiser, mais démythologiser, ce qui consiste à retrouver le sens existentiel du mythe contre la rationalisation qu’en opère la mythologie. Avec la mythologie, le croyant rationalise Dieu ; il l’objective ou le chosifie. Comme le dit Bultmann, « il objective l’Au-delà en un en deçà ». C’est pourquoi, il faut interpréter le mythe. C’est tout le sens de la démythologisation. Il s’agit d’interpréter les énoncés mythologiques pour retrouver la foi qui s’y exprime, foi traduite dans des catégories et une perception du monde qui aujourd’hui ne sont plus les nôtres. La démythologisation ne consiste donc pas à purifier la Bible de ce qui gêne la raison (comme dans la démythisation), mais à interpréter, à chercher l’intention du texte qui, dans un langage mythique, exprime la foi, le « Dieu » qui a parlé hier et qui s’adresse aujourd’hui encore à l’homme. »

### Sens allégorique ou christologique
Ce terme vient du grec allos, autre, et agoreuein, dire : l'allégorie en énonçant une chose en dit aussi une autre.
Selon le catéchisme de l'Église catholique, « Nous pouvons acquérir une compréhension plus profonde des événements en reconnaissant leur signification dans le Christ ; ainsi, la traversée de la Mer Rouge est un signe de la victoire du Christ, et ainsi du Baptême (cf. 1 Co 10, 2) ».
Selon le distique d'Augustin de Dacie, cité par le cardinal de Lubac, l’allégorie apprend ce que l’on a à croire (Quid credas allegoria).
Ce procédé littéraire était déjà connu dans la Grèce antique.
Le sens allégorique peut être l’interprétation d’un passage de l’Ancien Testament en fonction de l’Incarnation du Christ, ou, si l'on préfère, il peut être l’explication des événements de l’Ancien Testament par les événements de la vie du Christ décrits dans le Nouveau Testament : on parle alors de typologie, qui est un cas particulier d'allégorie.

### Sens tropologique ou moral
Selon le catéchisme de l'Église catholique, « les événements rapportés dans l’Écriture peuvent nous conduire à un agir juste. Elles ont été écrites "pour notre instruction" (1 Co 10, 11 ; cf. He 3 – 4, 11) ».
Le sens tropologique cherche dans le texte des figures, des vices ou vertus, des passions ou des étapes que l'esprit humain doit parcourir dans son ascension vers Dieu.
Selon Augustin de Dacie, cité par le cardinal de Lubac, le sens moral apprend ce que l’on a à faire (Moralis quid agas)[réf. souhaitée].
Ce sens concerne le présent.

### Sens anagogique ou eschatologique
Le sens anagogique est obtenu par l'interprétation des Évangiles, afin de donner une idée des réalités dernières qui deviendront visibles à la fin des temps.
Selon le catéchisme de l'Église catholique, « Nous pouvons voir des réalités et des événements dans leur signification éternelle, nous conduisant (en grec : anagoge) vers notre Patrie. Ainsi, l’Église sur terre est signe de la Jérusalem céleste (cf. Ap 21, 1 – 22, 5). ».
Ce sens concerne l'avenir.

## Les sens spirituels et les vertus théologales
Selon Henri de Lubac, les sens spirituels peuvent être rapprochés des trois vertus théologales :
- l'allégorie est le sens de la foi ;
- la tropologie est le sens de la charité
- l'anagogie est le sens de l'espérance, elle est tournée vers l'avenir.

## Place dans l'Histoire sainte
Selon Pascal Ide, qui l'illustre avec l'exemple du temple de Jérusalem, les quatre sens se réfèrent chacun à une place dans l'Histoire sainte. Il les met également en rapport avec les transcendantaux :
| Les quatre sens de l'Écriture | Sens littéral                            | Sens allégorique                              | Sens tropologique ou moral                   | Sens anagogique ou eschatologique                    |
| ----------------------------- | ---------------------------------------- | --------------------------------------------- | -------------------------------------------- | ---------------------------------------------------- |
| Définition                    | Les événements historiques à reconnaître | Le sens christologique à croire               | Le sens pratique à accomplir                 | Le sens ultime à espérer                             |
| Exemple du Temple             | Le temple mosaïque qui est à Jérusalem   | Le temple christique qu'est le corps de Jésus | Le temple mystique qu'est le cœur du croyant | Le temple eschatologique qu'est la Jérusalem céleste |
| Histoire sainte               | Le temps de l'Ancien Testament           | Le temps du Nouveau Testament                 | Le temps de l'Église                         | La fin des temps et l'éternité                       |
| Les transcendantaux           | Le beau                                  | Le vrai                                       | Le bien                                      | L'unité                                              |

## Application des quatre sens à la nature
En remarquant que, comme les Écritures saintes, la nature a une histoire, Pascal Ide montre qu'il est possible d'appliquer les quatre sens à la nature. Ce sont respectivement :
1. le sens littéral ;
2. le sens allégorique ;
3. le sens écologique ;
4. le sens eschatologique.

## Littérature
Dans son Dialogus super auctores, Conrad de Hirsau évoque une interprétation quadruple, valable pour le texte sacré en premier lieu, mais également applicable  à la littérature profane.
L’écriture allégorique est mise en œuvre pour la première fois par le poète Prudence (348-410), dans sa Psychomachie (« Combat de l’âme ») .
Puis, pendant tout le Moyen Âge, la littérature cherche à s’adapter aux techniques herméneutiques. La littérature allégorique se développe particulièrement au XIIIe siècle.
Dans le deuxième traité de son Convivio, Dante expose la doctrine des quatre sens et invite le lecteur à les chercher dans le texte de la Divine Comédie.